# 스푸트닉 (영화)
《스푸트닉》(러시아어: Спутник, 영어: Sputnik)은 러시아 연방에서 제작된 에고르 아브라멘코 감독의 2020년 SF, 스릴러 영화이다. 오크사나 아킨쉬나 등이 주연으로 출연하였다. 에고르 아브라멘코 감독의 감독 장편 데뷔작이다.
스푸트닉은 2020년 4월 트리베카 영화제에서 전 세계에 초연될 예정이었으나 코로나19 사태로 인해 이 영화제는 연기되었다. 이 영화는 2020년 4월 23일 러시아에서 주문형 비디오로 개봉되었다. 비평가들로부터 대체적으로 긍정적인 평가를 받았다.

## 출연
- 오크사나 아킨쉬나 - 타탸나 클리모바 역
- 표도르 본다르추크 - 세미라도프 역
- 피요트르 피오도로프 - 콘스탄틴 베시냐코프 역
- 안톤 바실레프 - 얀 리겔 역
- 알렉세이 데미도프 - 키릴 아베르헨코 역
- 안나 나자로바 - 간호사 역
- 알렉산드르 마루셰프 - 루벤 역
- 알브레히트 잔데르 - 세르이 역

## 같이 보기
- 라이프 (2017년 영화)